# 博尔 (乍得)

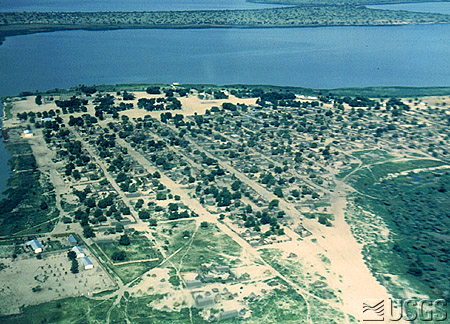

博爾是乍得西部的城市，也是湖區的首府，座落在乍得湖畔，是多種鳥類的棲息地，市內的機場設施有鋪設跑道。在2008年，博爾的居民人數為11,120。
13°28′N 14°44′E / 13.46°N 14.74°E

## 外部連結
- Link to picture on UNESCO site